# شريخه بولاق
شريخه بولاق وهي قرية تقع في ناحية ليلان (قرة حسن) في محافظة كركوك شمال العراق.